# Mistrzostwa Europy w Wioślarstwie 2007 – ósemka kobiet
Ósemka kobiet (W8+) – konkurencja rozgrywana podczas Mistrzostw Europy w Wioślarstwie 2007 w Poznaniu między 21 a 23 września.

## Harmonogram konkurencji
| Wydarzenie                  | Runda           |
| --------------------------- | --------------- |
| Piątek, 21 września 2007    | Wyścig pokazowy |
| Niedziela, 23 września 2007 | Finał A         |

## Medaliści
| Złoto | Srebro | Brąz |
| Rumunia · Rodica Șerban · Viorica Susanu · Simona Mușat-Strimbeschi · Ana Maria Apachiței · Aurica Barascu-Chirita · Ioana Papuc · Georgeta Damian-Andrunache · Doina Ignat · Elena Georgescu-Nedelcu | Niemcy · Josephine Wartenberg · Marlene Sinnig · Sonja Ziegler · Katrin Reinert · Kerstin Naumann · Nadine Schmutzler · Nina Wengert · Silke Günther · Annina Ruppel | Wielka Brytania · Jo Cook · Lindsey Maguire · Alice Freeman · Rebecca Rowe · Vicki Etiebet · Lauren Fisher · Anna McNuff · Vicky Myers · Rebecca Dowbiggin |

## Wyniki

### Wyścig pokazowy
Reguła kwalifikacji: 1... → FA
| Miejsce | Zawodnik | Kraj            | Czas    | Uwagi |
| ------- | --- | --------------- | ------- | ----- |
| 1       | Rodica Șerban Viorica Susanu Simona Mușat-Strimbeschi Ana Maria Apachiței Aurica Barascu-Chirita Ioana Papuc Georgeta Damian-Andrunache Doina Ignat Elena Georgescu-Nedelcu | Rumunia         | 6:24,34 | FA    |
| 2       | Josephine Wartenberg Marlene Sinnig Sonja Ziegler Katrin Reinert Kerstin Naumann Nadine Schmutzler Nina Wengert Silke Günther Annina Ruppel                                 | Niemcy          | 6:30,13 | FA    |
| 3       | Jo Cook Lindsey Maguire Alice Freeman Rebecca Rowe Vicki Etiebet Lauren Fisher Anna McNuff Vicky Myers Rebecca Dowbiggin                                                    | Wielka Brytania | 6:32,27 | FA    |
| 4       | Natalla Mihal-Hryhalczyk Nadzieja Bielska Natalla Prywaława Alena Zacharawa Natalla Koszal Nina Bondarawa Wolha Szczarbaczenia-Żylska Wolha Płaszkowa Anastasija Kaciaszowa | Białoruś        | 6:39,77 | FA    |
| 5       | Iryna Jarosz Ołena Jaszna Nina Proskura Olha Pendiukowa Olha Hurkowśka Switłana Nowyczenko Lubow Staszko Anna Koncewa Anna Konotop                                          | Ukraina         | 6:44,91 | FA    |
| 6       | Debora Douma Nikki Oude Elferink Noortje van der Vliet Josina Vermeulen Laetitia Siegelaar Jacoba Melis Janneke Willemse Rose Jansen Eva Hengst                             | Holandia        | 6:55,81 | FA    |

### Finał A
| Miejsce | Zawodnik | Kraj            | Czas    | Uwagi |
| ------- | --- | --------------- | ------- | ----- |
|         | Rodica Șerban Viorica Susanu Simona Mușat-Strimbeschi Ana Maria Apachiței Aurica Barascu-Chirita Ioana Papuc Georgeta Damian-Andrunache Doina Ignat Elena Georgescu-Nedelcu | Rumunia         | 6:23,24 |       |
|         | Josephine Wartenberg Marlene Sinnig Sonja Ziegler Katrin Reinert Kerstin Naumann Nadine Schmutzler Nina Wengert Silke Günther Annina Ruppel                                 | Niemcy          | 6:27,87 |       |
|         | Jo Cook Lindsey Maguire Alice Freeman Rebecca Rowe Vicki Etiebet Lauren Fisher Anna McNuff Vicky Myers Rebecca Dowbiggin                                                    | Wielka Brytania | 6:32,58 |       |
| 4       | Natalla Mihal-Hryhalczyk Nadzieja Bielska Natalla Prywaława Alena Zacharawa Natalla Koszal Nina Bondarawa Wolha Szczarbaczenia-Żylska Wolha Płaszkowa Anastasija Kaciaszowa | Białoruś        | 6:37,54 |       |
| 5       | Iryna Jarosz Ołena Jaszna Nina Proskura Olha Pendiukowa Olha Hurkowśka Switłana Nowyczenko Lubow Staszko Anna Koncewa Anna Konotop                                          | Ukraina         | 6:39,41 |       |
| 6       | Debora Douma Nikki Oude Elferink Noortje van der Vliet Josina Vermeulen Laetitia Siegelaar Jacoba Melis Janneke Willemse Rose Jansen Eva Hengst                             | Holandia        | 6:56,33 |       |